# Cărătnău de Jos, Buzău
Cărătnău de Jos este un sat în comuna Sărulești din județul Buzău, Muntenia, România. Se află în nordul județului.